# Струнотримач

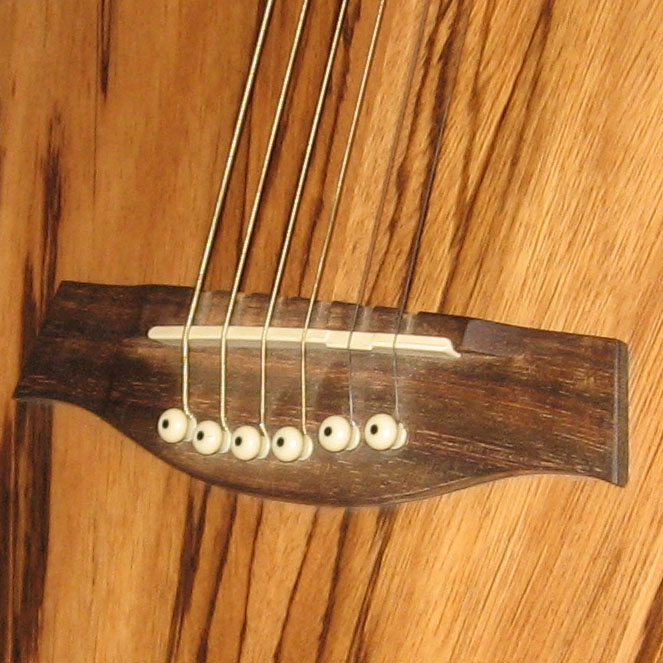
Струнотримач електроакустичної гітари Ibanez

Струнотримач, або кобилка (підструнник, бридж) — це деталь струнного інструменту, яка підтримує струни і передає їх вібрацію відповідній частині інструменту, а потім і навколишньому повітрю.

## Принцип роботи
Більшість струнних інструментів витягують звук передаючи енергію струнам і тим самим примушуючи їх вібрувати. Однак, струни самі по собі видають лише слабкий звук, так як вони взаємодіють з малим об'ємом повітря під час вібрації. Отже, звучання струн має бути посилено за допомогою переносу вібрації на великі поверхні, здатні взаємодіяти з великою кількістю повітря і витягувати більш гучні звуки. Таким чином, потрібне пристосування, що дозволяє струнам вільно вібрувати, але в той же час проводить ці вібрації на велику поверхню. Саме для цих цілей зазвичай використовується струнотримач.

## Розташування
Зазвичай струнотримач розташований перпендикулярно струнам і більш широкій поверхні (які зазвичай паралельні один одному). При цьому натяг струн створює тиск на струнотримач, а отже і на поверхню під ним. Ця поверхня, яка проводить звук, може бути з'єднана з повітряною порожниною, утворюючи тим самим корпус інструмента, сприяючий посиленню і поширенню звуку. Залежно від типу інструменту, резонуюча поверхня може бути зроблена з дерева (як в гітарі або скрипці), шкіри або пластику (банджо), металу (гітара резонатор), або будь-якого іншого матеріалу, вібруючого разом зі струнами.

## Будова
Струнотримач може складатися з цільного шматка матеріалу (в основному з дерева), який поміщається між струнами і резонуючою поверхнею.
Деякі струнотримачі складаються з декількох частин. Однією з поширених форм є струнотримач, що включає сідло — опорну поверхню, на якій лежать струни. Сідло часто зроблено з матеріалу більш жорсткого, ніж сам струнотримач, наприклад з кістки, щільного пластику або металу. В класичній гітарі сідло не закріплено жорстко і тримається тільки під тиском струн. В сідлі прорізані неглибокі канавки для високих струн, що оберігають їх від переміщення під час інтенсивної гри.

## Функціонування
Струнотримач повинен передавати вібрацію деці або іншій поверхні, що підсилює звук. Як тільки струни приходять в рух, те ж саме, але з більшою інтенсивністю відбувається і з струнотримачем. В результаті дека починає вібрувати на тій же частоті, що і струни, приходячи в хвилеподібний рух і відтворюючи чутний звук. При цьому струнотримач не тільки піднімає струни над декою, але також є точкою їх прикріплення до інструменту.
Струнотримач дозволяє зберігати струни на належній висоті над грифом інструменту. Ідеальною висотою є та, при якій відстані до струн достатньо для активної гри музиканта, але при цьому струни розташовані досить близько до грифа, щоб не ускладнювати звуковилучення. Висота струнотримача може бути фіксованою або змінюваною.
Крім підтримки струн і передачі їх коливань, струнотримач також регулює відстань між струнами. Це досягається за допомогою неглибоких виїмок в струнотримачі або його сідлі. Струни знаходяться у виїмках, тим самим контролюється їх поперечне положення. Аналогічній цілі служить поріжок, що знаходиться на протилежній стороні інструменту. Необхідно оберігати струнотримач від попадання клею, так як в цьому випадку передача коливань від струн до корпусу буде ослаблена, що призведе до приглушення звуку.

## Струнотримачі електрогітар (бриджі)

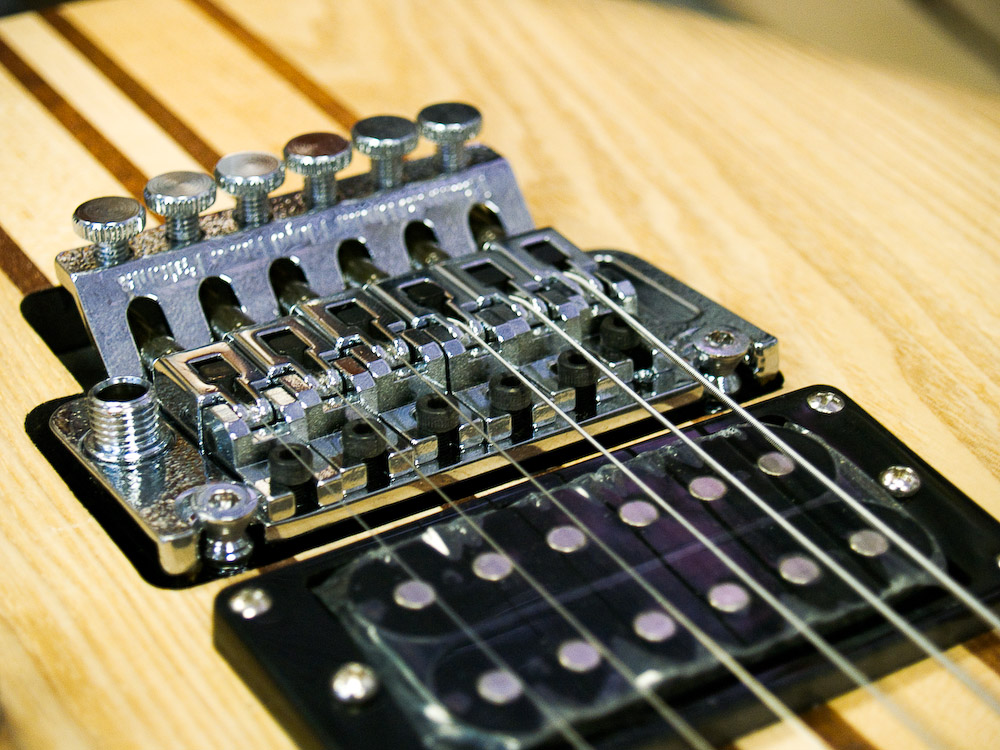
Струнотримач з системою тремоло типу Floyd Rose

Струнотримачі для електрогітар (більш поширена назва - бриджі) діляться на дві основні групи — з системою тремоло і без неї. До складу бриджів з системою тремоло (такий бридж часто називають просто тремоло або навіть машина) входить важіль, що йде від точки кріплення струн. За допомогою важеля музикант може змінювати натяг струн і відповідно висоту звучання. Подібний ефект варто було б скоріше назвати вібрато, однак термін тремоло все ж використовується набагато частіше.
Бриджі без тремоло також служать для кріплення струн, однак не забезпечують контролю над натягом струн і висотою звуку. Певна частина електрогітар має подовжений бридж. Струни з зворотного боку бриджу резонують, внаслідок чого досягається ефект реверберації. 
В кожного з бриджів є свої переваги, які використовуються в різних стилях гри, проте в цілому бриджі без тремоло забезпечують більш щільний контакт між декою і струнами і краще тримають стрій.